# Palazzo Richmond
Il Palazzo Richmond (in tedesco Schloss Richmond) è un palazzo costruito fra il 1768 e il 1769 per la principessa e duchessa Augusta, la moglie di Carlo Guglielmo Ferdinando di Brunswick-Lüneburg.
Si trova nella parte meridionale di Braunschweig e l'architetto costruttore fu Carl Christoph Fleischer.

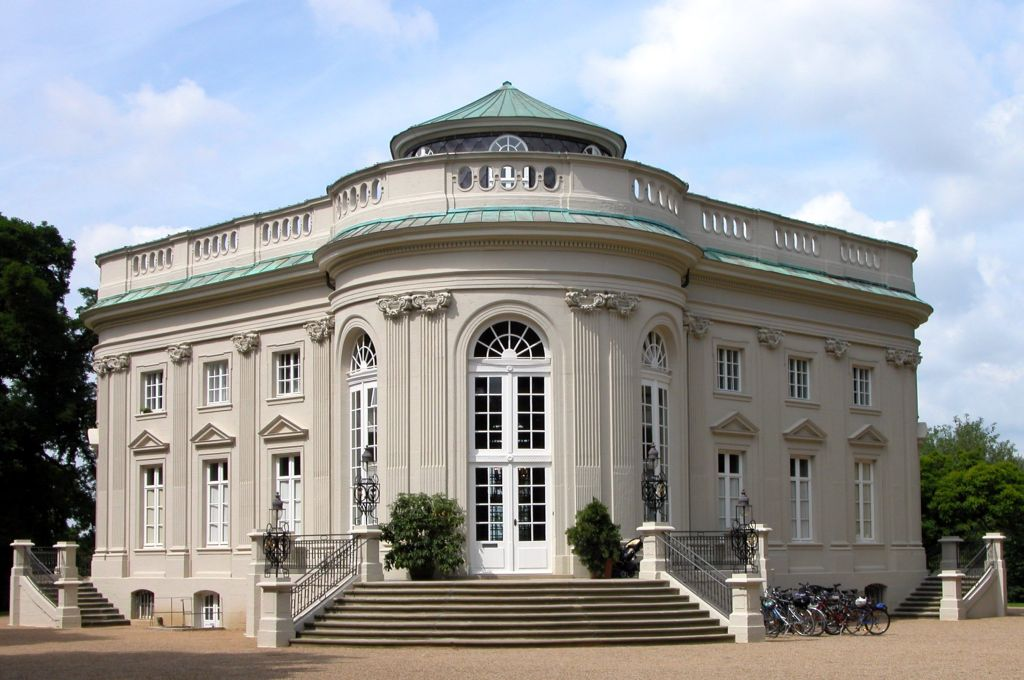
Facciata del Palazzo Richmond

## Nome
Il nome del palazzo riprende quello del parco inglese Richmond Park sul Tamigi, perché infatti la principessa era di origine inglese e voleva il luogo che le ricordasse la madrepatria.

## Architettura
Il palazzo si trova sulla Wolfenbütteler Straße, la strada che collega Braunschweig a Wolfenbüttel.
La costruzione è in stile barocco ed è fondamentalmente una fabbrica quadrangolare con l'ingresso principale su un angolo.
Le stanze di rappresentanza si sviluppano in diagonale, e dietro queste troviamo l'area privata e un mezzanino.
La facciata è decorata con piedistalli, pilastri, trabeazioni, balaustre e attici. L'asse centrale della costruzione termina in un avancorpo semicircolare dove c'è l'ingresso principale a cui si accede tramite una scalinata.

## Parco

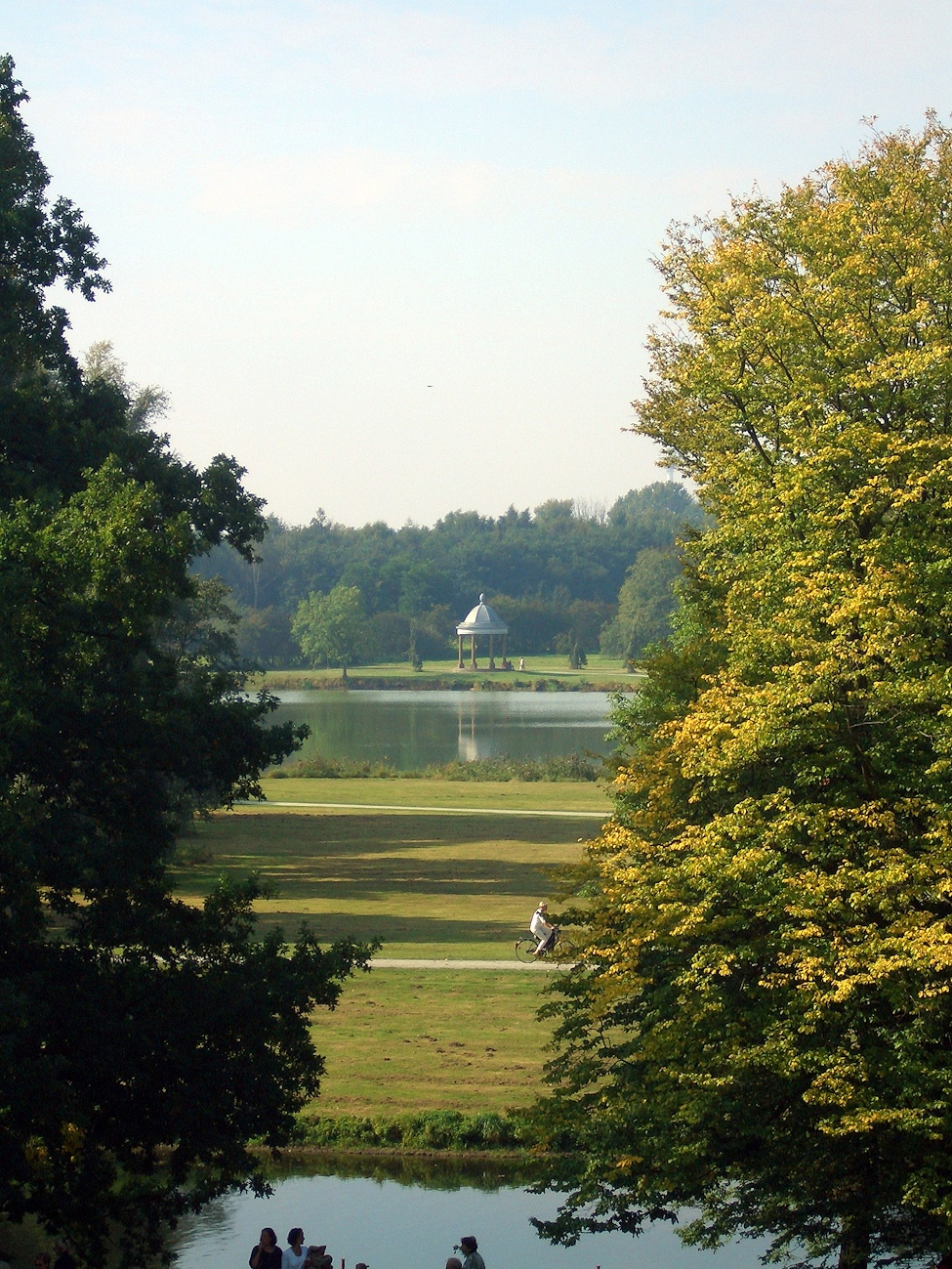
Vista del parco con il lago

Il parco venne creato nel 1768 nello stile del classico giardino inglese. Insieme al Wörlitzer Park il parco dello Schloss Richmond rappresentano i primi esempi di giardino all'inglese nella Germania del nord.
Il parco venne progettato dall'archiettetto paeseaggista inglese Lancelot Brown a immagine del Richmond Park a Londra.
Fra il 1833 e il 1838 furono aggiunti  per volere del duca Guglielmo VIII altri complessi abitativi, ossia la Villa Ducale e lo Schloss Neu-Richmond, ad oggi non più esistenti. In aggiunta venne creato un lago con un'isoletta artificiale.